# Erin E. Stead
Pour les articles homonymes, voir Stead.
Erin E. Stead (née le 27 décembre 1982) est une auteure, bibliothécaire et illustratrice américaine, notamment en littérature jeunesse.  Elle a remporté une médaille Caldecott ,,

## Biographie
Stead est née à Farmington Hills, Michigan, et a rencontré son mari, Philip Christian Stead, dans une classe d'art au Divine Child High School à Dearborn, Michigan. Ils se sont mariés en septembre 2005 et ont déménagé à New York, où il a travaillé au Brooklyn Children's Museum . Elle a travaillé à la librairie Books of Wonder et comme assistante du directeur de la création chez HarperCollins Children's Books.  Après être retournés à Ann Arbor, ils ont collaboré un jour de maladie pour Amos McGee , le jour où un gardien de zoo reste à la maison parce qu'il est malade.  C'était son deuxième livre et son premier. Philip a écrit des personnages qu'il jugeait parfait pour qu'Erin puisse illustrer.  Elle a utilisé des blocs de bois pour le travail des couleurs et des lignes de crayon pour les détails. Amos McGee a été édité par Neal Porter à Roaring Brooks Press et nommé l'un des "10 meilleurs livres illustrés pour enfants" pour 2010 par le New York Times . 
Le deuxième livre de Stead, And Then It's Spring , écrit par Julie Fogliano (Neal Porter, 2012), a été finaliste pour le Boston Globe – Horn Book Award 2012 . [ citation nécessaire ] . Lenny & Lucy sont arrivés en 2015.
Les Steads vivent actuellement à Ann Arbor, Michigan , où il enseigne au Washtenaw Community College. 

## Récompenses
Elle a remporté la médaille Caldecott 2011 pour le livre d'images américain le mieux illustré de l'année, reconnaissant sa première publication, A Sick Day for Amos McGee . 